# Rosema marona
Rosema marona är en fjärilsart som beskrevs av William Schaus 1906. Rosema marona ingår i släktet Rosema och familjen tandspinnare. Inga underarter finns listade.